# Campoletis mitis
Campoletis mitis är en stekelart som först beskrevs av Holmgren 1860.  Campoletis mitis ingår i släktet Campoletis och familjen brokparasitsteklar. Arten är reproducerande i Sverige. Inga underarter finns listade.